# Dubai Desert Classic 2006
De Dubai Desert Classic 2006 is een golftoernooi dat deel uitmaakt van de Europese PGA Tour. Het toernooi vond plaats van 2 februari tot en met 5 februari op de Emirates Golf Club in Dubai in de Verenigde Arabische Emiraten. Een ronde van 18 holes op de Emirates Golf Club heeft een par van 72 slagen.

## Verslag
De eerste dag op de Dubai Desert Classic begon goed voor Tiger Woods die op de eerste vier holes  twee birdies en een eagle sloeg. Daarna stokte zijn productie echter enigszins. Voor drie golfers verliep de dag perfect. Retief Goosen, Richard Green en Jamie Donaldson kwamen tot een score van slechts 64 slagen (8 onder par). Geen van hen scoorde over de gehele dag genomen een bogey. Waar voor anderen het getal 13 wordt gezien als een ongeluksgetal, was dat voor Donaldson duidelijk niet het geval. Vanaf hole 13 sloeg hij louter birdies en kon zodoende de aansluiting bij Goosen en Green vinden.
Op de tweede dag vierde Retief Goosen zijn verjaardag met een eagle op de 18e hole. Daarmee kwam zijn totaal voor de dag op 69 en nam hij samen met de oprukkende Deen Anders Hansen de leiding. Tiger Woods deed de ronde in 66 slagen en begon met zes birdies op de eerste acht holes. In het klassement kwam hij op 135 slagen en daarmee twee slagen achter de leiders. Robert-Jan Derksen die in 2003 de Dubai Desert Classic won haalde de cut dankzij een birdie op de 18e hole, Maarten Lafeber viel met 144 slagen net buiten de boot.
Anders Hansen kon op de derde dag zijn leidende positie behouden. Hij zag Retief Goosen wegzakken, maar Tiger Woods langszij komen. De leiders deden 200 slagen over de eerste drie dagen, terwijl Goosen er 201 nodig had. Woods voegde zich pas bij Hansen door op de laatste hole een birdie te maken, wat voor hem de zesde birdie van de dag was. Robert-Jan Derksen had een goede dag van 69 slagen en volgde op 12 slagen op de 45e plaats.
Op de laatste dag kon Hansen de druk niet aan en zakte hij met een score van 71 slagen weg naar de 4e positie. Tiger Woods deed er 69 slagen over, wat hem aan de leiding behield, maar Ernie Els kwam langzij met een score van 67. Een play-off was noodzakelijk, waar Els al op de eerste hole in de fout ging. Zijn afslag kwam tussen de palmbomen terecht en zijn tweede slag viel in het water. Daardoor had Woods aan een par genoeg om zijn tweede titel van 2006 te behalen.

## Uitslag
| rang | golfer               | land             | 1  | 2  | 3  | 4  | totaal |
| ---- | -------------------- | ---------------- | -- | -- | -- | -- | ------ |
| 1    | Tiger Woods          | Verenigde Staten | 67 | 66 | 67 | 69 | 269    |
| 2    | Ernie Els            | Zuid-Afrika      | 68 | 66 | 68 | 67 | 269    |
| 3    | Richard Green        | Australië        | 64 | 69 | 69 | 68 | 270    |
| 4    | Anders Hansen        | Denemarken       | 68 | 63 | 69 | 71 | 271    |
| -    | Miguel Angel Jiménez | Spanje           | 69 | 67 | 66 | 69 | 271    |
| 6    | Retief Goosen        | Zuid-Afrika      | 64 | 67 | 70 | 71 | 272    |
| 7    | Darren Clarke        | Noord-Ierland    | 68 | 68 | 70 | 67 | 273    |
| -    | Henrik Stenson       | Zweden           | 67 | 70 | 68 | 68 | 273    |
| 9    | Emanuele Canonica    | Italië           | 69 | 68 | 71 | 66 | 274    |
| -    | Nick Dougherty       | Engeland         | 67 | 66 | 70 | 71 | 274    |